# Marino Sanuto le Jeune
Pour les articles homonymes, voir Sanuto.
Ne doit pas être confondu avec Marino Sanuto l'Ancien.
Marino Sanuto le Jeune ou Marino Sanudo (né le 22 juin 1466 à Venise, dans la république de Venise et mort le 4 avril 1536 dans la même ville) est un écrivain, historien, diariste et homme politique vénitien des XVe et XVIe siècles.

## Biographie

### Jeunesse et formation
Marino Sanuto le Jeune naît à Venise dans la paroisse de San Giacomo dall'Orio  issu de l'illustre maison des Sanudo, une famille d'origine lombarde qui remonte au IXe siècle comme les Candiani, qui, selon un grand nombre d’historiens, et comme l’affirme Marino lui-même dans les Vite dei Dogi, sont la même famille, réfugiée probablement dans la plaine vénitienne à la suite de la conquête franque. Sa famille possédait le palais Sanudo sur le Grand Canal, qui ensuite devait devenir le Fondaco dei Turchi et qui abrite aujourd'hui le musée d'histoire naturelle de la cité lagunaire.
Son père, sénateur de la Sérénissime, est Leonardo Sanudo, qui meurt en 1476 pendant son séjour à Rome alors qu'il était porte-parole de la République, en laissant seul le jeune Marino âgé de dix ans. Le garçon fut élevé par sa mère avec l'aide de ses oncles mais il perdit sa fortune à la suite de la mauvaise gestion de sa tutelle.
Il compose sa première œuvre, à l'âge de quinze ans en 1481, les Memorabilia Deorum Dearumque opera, en latin, dédiée à son oncle, que nous connaissons à travers la citation même de l'auteur dans sa Storia sulla guerra di Ferrara. En 1483 le jeune Marino accompagne son cousin Mario, nommé comme un des trois Sindici inquisitori dans une expédition en terre ferme vénitienne de Bergame à Albona en Istrie, après que la République eut institué ce poste dans les territoires conquis. Marino Sanudo profita de l'occasion pour écrire ce voyage dans son journal, dont il devait plus tard tirer l’ouvrage Itinerario per la terraferma veneziana.
Au cours de ce voyage, qu’il fit à l'âge de dix-huit ans, le jeune Sanudo connut même ses premières expériences amoureuses, qui furent à l’origine d’une des meilleures œuvres qu’il composa dans le domaine galant.

### Activité politique
Le 23 octobre, 1484 il reçoit la balla d'oro, c'est-à-dire l'autorisation d'accéder au Maggior Consiglio.
15 février 1505, il épouse Cecilia Priuli di Constantino, veuve de Girolamo Barbarigo di Francesco, qui avait déjà une fille, Elena, qui devait se marier en 1510 à Vincenzo Malipiero di Andrea. Il n’eut pas d'enfants légitimes, mais deux filles naturelles, dont il n'a jamais été possible de savoir quelles étaient les mères.
Entre 1510 et 1516 il est employé à diverses missions au service de la République, recouvrant des impôts dans les différentes villes pour financer les défenses des villes elles-mêmes. Nous le trouvons à Mestre, Venise, Chioggia, Legnaro, Padoue. Au cours de ces années, il relate la corruption croissante qui dans les années de guerre contre Gênes (1509-1516) avait commencé à tout envahir à la suite de l'usage de plus en plus répandu par le Sénat vénitien d'accorder le titre de sénateur à qui voulait bien verser des sommes considérables : il combat énergiquement la proposition de loi d'offrir les nominations au plus offrant et contribue à la faire rejeter.
Lui-même écrit plus tard sur son expérience politique :

« Ma conscience m’ordonnait de parler, car Dieu m'a donné bonne voix, excellente mémoire et beaucoup de connaissances sur les choses, puisque j'ai étudié pendant des années les documents du gouvernement. Il me semblait que je me serais trahi moi-même, si je n’avais pas exprimé mon opinion sur ce dont on discutait »

— Mario Sanudo dans son Journal
Élu au Maggior Consiglio à vingt ans sur la base de son mérite, il devient sénateur en 1498. Tenant un registre exact des débats de ces assemblées, il obtint la permission d'étudier les archives secrètes de l'État. Il rassembla une bibliothèque riche en manuscrits et chroniques vénitiennes et étrangères. Il se lia avec les lettrés de son temps, et Alde Manuce lui dédia ses éditions des œuvres d'Ange Politien et d'Ovide.
Quand Andrea Navagero, chargé par le Sénat de rédiger l'histoire de Venise, meurt en 1529, Marino Sanuto n'est pas appelé à le remplacer et Pietro Bembo est nommé historiographe  officiel  de la République ; il doit attendre 1531 pour que  son œuvre soit reconnue par le Sénat, et qu'on lui offre une pension annuelle de 150 ducats d'or.

### SesDiarii

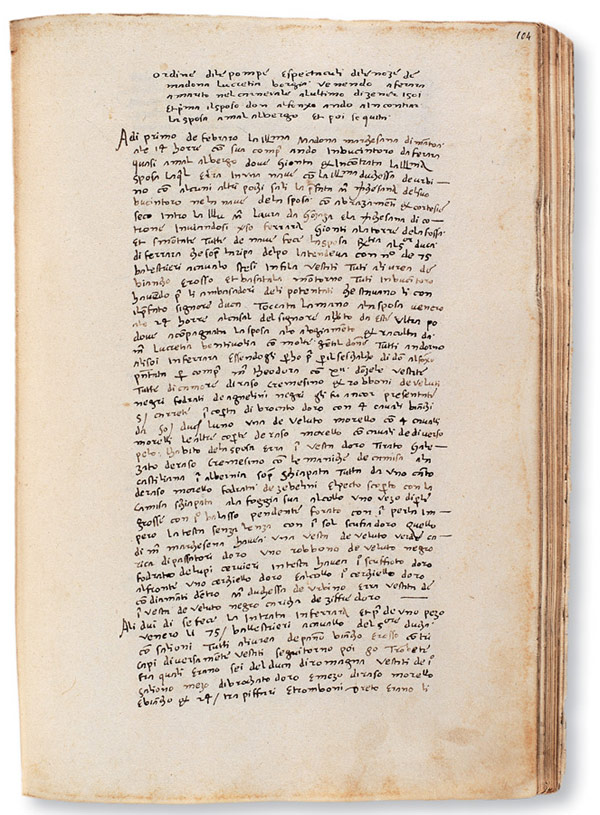
Manuscrit de sa main.

En 1516, Marino Sanuto ne réussit pas à se faire réélire et sa déception remplit une page entière de son journal datée du 23 avril de la même année. Il se consacra alors à la compilation de ses journaux et au soin de sa bibliothèque, en signalant qu’on y trouve des volumes rares comme les cronache di Altino, une chronique de l'histoire de Venise, quelques œuvres d’Ange Politien et d’Ovide, également parce qu'il était l'ami de l'éditeur Alde l'Ancien.
Une autre déception lui vint d'Andrea Navagero, qui, chargé par le Sénat de rédiger l'histoire de Venise, ne le consulte pas : à la mort de ce dernier, en 1529, c’est Pietro Bembo qui lui succéde dans cette activité.

## Publications
Marino Sanuto a laissé :
- Itinerario per la terraferma veneziana, publié par Rawdon Brown en 1847 ;
- I commentari della guerra di Ferrara, sur la guerre entre Venise et Hercule Ier d'Este, et publiés à Venise en 1829 ;
- La Spedizione di Carlo VIII, dont le manuscrit est conservé à la Bibliothèque nationale de France ; édition procurée par Rinaldo Fulin, 1873 (en ligne) et 1883 (en ligne).
- Le Vite dei Dogi, publiées dans le volume XXII des Rerum Italicarum Scriptores de Ludovico Antonio Muratori (1733) ;
- I Diarii en 58 volumes. Cette chronique est son œuvre la plus importante : elle couvre la période allant de janvier 1496 à septembre 1533 et constitue quasiment, du fait des relations intenses de la république de Venise avec toute l'Europe et avec l'Orient, une chronique universelle. Sa publication a été commencée par Rinaldo Fulin en 1879, en collaboration avec Federigo Stefani, Guglielmo Berchet, et Niccolo Barozzi ; le dernier volume étant publié à Venise en 1903.